# Beynost
Beynost település Franciaországban, Ain megyében. Lakosainak száma 4936 fő (2022. január 1.). Beynost La Boisse, Saint-Maurice-de-Beynost, Thil, Tramoyes és Meyzieu községekkel határos.

## Népesség
A település népességének változása:
| Lakosok száma | 1763 | 2714 | 3141 | 4174 | 4534 | 4529 | 4613 | 4754 | 4829 | 4936 |
|               | 1968 | 1982 | 1990 | 2006 | 2013 | 2015 | 2017 | 2019 | 2020 | 2022 |